# Rue Humblot
La rue Humblot est une voie du 15e arrondissement de Paris, en France.

## Situation et accès
La rue Humblot est une voie publique située dans le 15e arrondissement de Paris. Elle débute place Marcel-Cerdan et se termine au 1, rue Daniel-Stern.

## Origine du nom
Elle rend hommage le 2 août 1899 à Edmond Humblot (1830-1899), pour sa fonction de directeur général du service des eaux de la ville de Paris et conseiller de Paris en 1871.

## Historique
Par un arrêté du 2 août 1899, le prolongement de la rue Viala, ouverte en 1888, prend le nom de « rue Humblot ».

## Bâtiments remarquables et lieux de mémoire

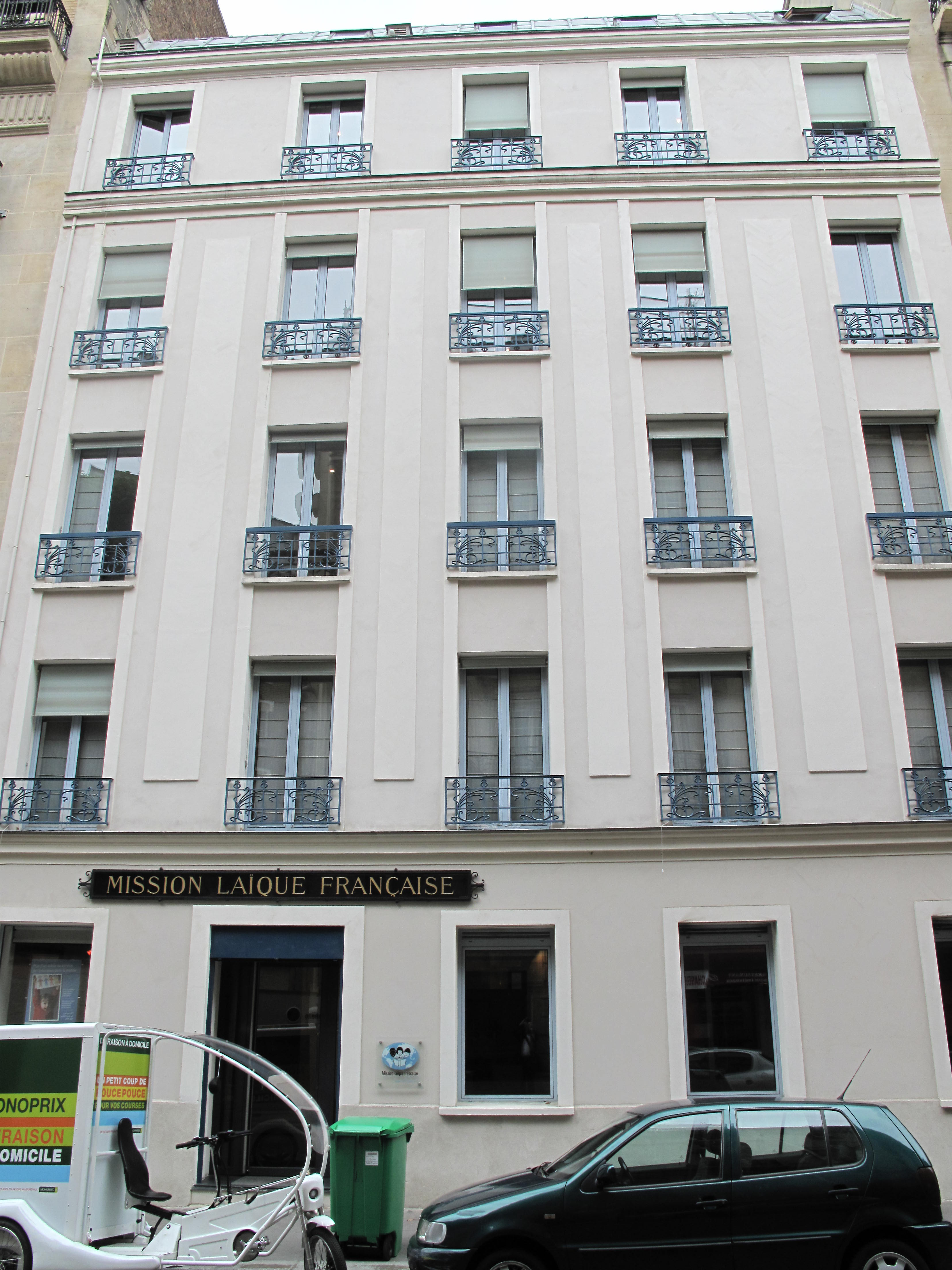
Entrée du 9, rue Humblot, siège de la Mission laïque française (MLF).

- No 9 : siège de la Mission laïque française (MLF).